# Возбуждение уголовного дела

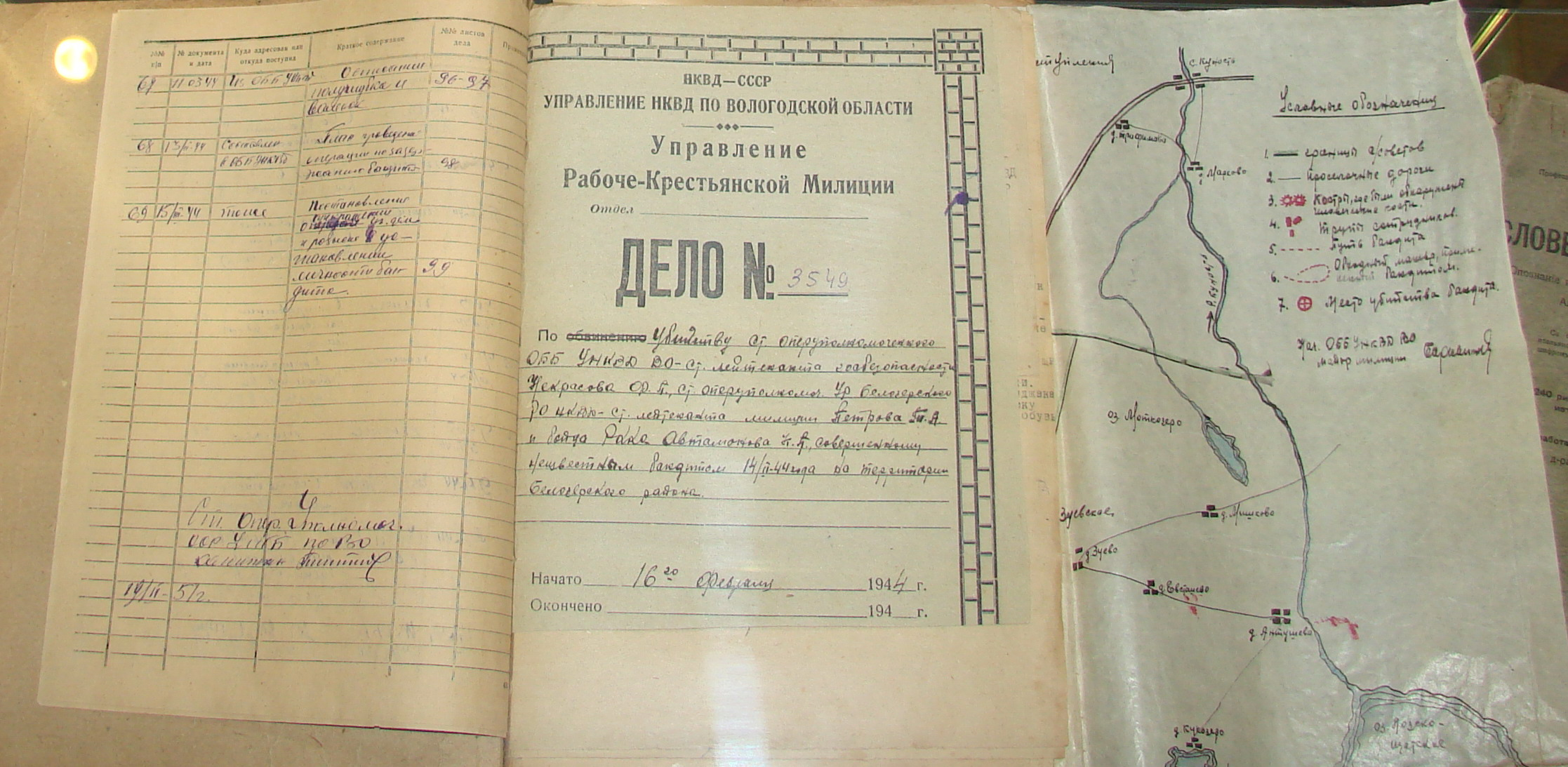
Уголовное дело (1944 г.)

Возбужде́ние уголовного дела — стадия уголовного процесса.
Термин «возбуждение уголовного дела» имеет несколько значений: 1) как отдельная стадия уголовного процесса; 2) как уголовно-процессуальный акт, с принятием которого начинается производство предварительного расследования; 3) как уголовно-процессуальная деятельность уполномоченных правоохранительных органов и должностных лиц, связанная с принятием и проверкой сообщений о преступлении; 4) как институт уголовно-процессуального права. 
Относительно правового закрепления и сущности стадий уголовного процесса вообще и стадии возбуждения уголовного дела, в частности, необходимо отметить, что уголовно-процессуальный закон никогда не содержал и не содержит понятия «стадия уголовного процесса»: применительно к Уголовно-процессуальному кодексу (УПК) деление на стадии можно признать условным. Вопросы формирования, правового закрепления и развития «стадий» или «этапов» уголовного процесса — это вопросы, как правило, научных исследований и теории уголовного процесса. Поэтому именно история развития научной мысли дает понимание всех аспектов появления термина «стадия» как этапа уголовно-процессуальной деятельности.
Наличие первоначального этапа или первоначальной стадии уголовного процесса отмечали довольно часто многие ученые, как процессуалисты, так и криминалисты, внимание которых постоянно привлекала теоретико-прикладная суть возбуждения уголовного дела.
Это обусловлено тем, что на протяжении длительного периода времени остро ощущалось и ощущается отсутствие чёткой правовой регламентации уголовно-процессуальной деятельности, осуществляемой на первоначальном этапе уголовного процесса, которая убедительно позволяла бы утверждать, самостоятельный ли это этап уголовного процесса или начало предварительного расследования.

## История правового закрепления стадии возбуждения уголовного дела

### Первые правовые акты Литвы
Анализ памятников правовой культуры Литвы позволяет сделать вывод о том, что история первых очевидных попыток правового закрепления понятия преступления, хода его расследования и рассмотрения судами дел начинается в XV веке.

#### Судебник 1468 г.
Первым уголовным и уголовно-процессуальным унифицированным актом на территории Беларуси является Судебник 1468 года изданный великим князем Литовским Андреем Казимиром Ягайловичем. Хотя Судебник содержал нормы, регулирующие порядок судебного рассмотрения дел о преступлениях, он также имел упоминания о собирании и представлении суду доказательств совершения преступлений.

#### Статуты Великого княжества Литовского
В дальнейшем Судебник был положен в основу важнейших памятников юридической мысли, которыми являлись Статуты Великого княжества Литовского 1529, 1566 и 1588 гг. Некоторые его нормы, связанные с началом расследования преступления, получили в Статутах своё развитие. Это были самые передовые в Европе для того времени своды законов.
В Статутах 1566 и 1588 гг. просматривается тенденция более четкой правовой регламентации действий, связанных с началом расследования преступлений различного вида. В частности, в артикуле 2 раздела 11 Статута 1566 г., по сравнению со Статутом 1529 года, более подробно стал регламентирован порядок начала и последовательности собирания доказательств по факту «наезда» («наезд» — конное нападение на феодальную собственность, сопряженное с убийством, уничтожением или похищением имущества). Хотя процессуальное право в соответствии со Статутом 1566 г. было единым для гражданских и уголовных дел, процесс рассмотрения дел в суде начинался по заявлению потерпевшего или его родственников. При этом истец должен был сам собирать доказательства по делу. В деле имели право принимать участие профессиональные юристы — адвокаты. Статут 1566 г. не содержал никаких указаний о досудебном этапе собирания доказательств и моменте начала процесса по делу о преступлении.
Вместе с тем в артикуле 2 раздела 11 Статута 1588 г. появилась норма о том, что в связи с убийством и заявлением по данному поводу должна делаться запись в судовой замковой книге. Артикулы 61-64 предусматривали процедуру собирания доказательств для суда уполномоченными лицами и производства отдельных следственных действий. Этот Статут устанавливал вполне определенную форму доследственного производства в компетентном органе, имеющую много общего с современной стадией возбуждения уголовного дела.

### Законодательство дореволюционной России, БССР и СССР
Дальнейшими важными этапами развития стадии возбуждения уголовного дела в Беларуси стало законодательство дореволюционной России, БССР и СССР.
В царской России, частью которой являлась и территория Беларуси, предварительная проверка сведений о преступлении являлась одной из форм дознания. Статьи 297 и 298 Устава уголовного судопроизводства 1864 г. называли лишь «законные поводы к начатию следствия» и требовали от судебного следователя доводить до сведения прокурора о каждом факте начатого им следствия. Уставом не была предусмотрена специальная процедура или действие судебного следователя по аналогии с современным УПК, в соответствии с которым предварительное расследование начинается с момента вынесения постановления о возбуждении уголовного дела.
После ноябрьских событий 1917 г. правовую основу возбуждения уголовного дела заложили нормы Декрета о суде № 1 от 22 ноября 1917 г. 18 декабря 1917 г. НКЮ РСФСР принял постановление о революционном трибунале, в котором впервые были обозначены поводы к возбуждению уголовного дела. К ним относились сообщения судебных и административных мест, общественных организаций и граждан.
Как указывает известный белорусский правовед И. И. Мартинович, предварительное расследование по уголовным делам, подсудным трибуналу, в Беларуси с 1921 по 1925 гг. производилось исключительно Чрезвычайной Комиссией (в 1922 г. переименована в Государственное Политическое Управление) и её местными органами — Политбюро, особыми отделами и другими органами, которым было предоставлено это право. Для подготовки докладов по поступающим делам и составления заключений по ним при трибунале состояли особые следователи — докладчики. Однако в циркулярах и других документах того времени нет указаний об оформлении решения о начале расследования уголовных дел (их возбуждении).
Конституция СССР, принятая 5 декабря 1936 г., провозгласила задачи и основные принципы суда и функции прокурорского надзора, в том числе и относительно возбуждения уголовного дела. Статья 38 Закона «О судоустройстве СССР, союзных и автономных республик» от 16 августа 1938 г. подробно регламентировала полномочия судов и единоличные действия судей и предписывала при возбуждении уголовного дела выносить постановления.
Следует подчеркнуть, что процессуалистами вплоть до 30-х гг. прошлого века возбуждение уголовного дела не рассматривалось как стадия уголовного процесса. В теории уголовного процесса того времени, да и в дальнейшем в работах многих авторов, возбуждение уголовного дела считалось либо частью предварительного расследования, либо назначением дела к слушанию, если не требовалось предварительного расследования преступления.
Большинство ученых в области уголовного процесса вплоть до 1950-х гг. исходили из того, что уголовный процесс состоит вообще только из двух стадий: предварительного расследования и судебного рассмотрения дела. В частности, М. Л. Шифман прямо указывал на то, что нет «…никакой необходимости в выделении отдельной стадии возбуждения уголовного дела…» В. С. Тадевосян утверждал, что такая деятельность осуществляется прокурором в порядке общего надзора.
Мысль о том, что возбуждение уголовного дела является самостоятельной стадией уголовного процесса, впервые высказал в 1934 г. М. С. Строгович. В более поздних своих работах он стал обосновывать наличие признаков самостоятельности стадии возбуждения уголовного дела. В своем учебнике М. С. Строгович пишет, что «…возбуждение уголовного дела — начальная стадия уголовного процесса».

### Нормативные акты периода ВОВ
В истории развития института возбуждения уголовного дела важную роль сыграли нормативные акты, принятые в период Великой Отечественной войны. В соответствии с указом Президиума Верховного Совета СССР «О военном положении» от 22 июня 1941 г. были расширены полномочия военного командования по возбуждению уголовных дел о тех преступлениях, которые совершались в местностях, объявленных на военном положении. Инструкция по производству дознания в Военно-Морском Флоте от 24 сентября 1942 г. и Инструкция органам дознания Красной Армии от 12 ноября 1942 г., принятые НКО СССР, четко регламентировали порядок возбуждения уголовного дела и ведения дознания в воинских частях и военизированных учреждениях и требовали при этом неукоснительного соблюдения требований УПК РСФСР 1923 г. в части вынесения органами дознания процессуального решения о возбуждении уголовного дела, оформленного специальным постановлением.

### Уголовно-процессуальный кодекс 1960 г.
Принципиальное значение в дальнейшем развитии и совершенствовании правового закрепления акта о возбуждении уголовного дела сыграл принятый 11 февраля 1957 г. закон «Об отнесении к ведению союзных республик законодательства об устройстве судов союзных республик, принятия гражданского, уголовного и процессуального кодексов». Закон лег в основу подготовки и принятия в 1960 г. новых уголовно-процессуальных кодексов союзных республик, в том числе БССР. Именно тогда законодатель впервые процедуру возбуждения уголовного дела выделил в самостоятельную стадию и тем самым придал данному институту особое значение. Было предусмотрено наличие отдельных статей закона, нормы которых устанавливали поводы, основания и процессуальный порядок возбуждения уголовного дела.
Без всяких сомнений, УПК 1960 г. для своего времени был прогрессивным законодательным актом, регулирующим общественные отношения в области уголовного процесса, определявшим его порядок почти на четыре десятилетия, закрепившим принципиальную правовую основу стадии возбуждения уголовного дела как самостоятельного этапа уголовного судопроизводства.
В 1961 г. Н. В. Жогин и Ф. Н. Фаткуллин пришли к выводу, что «надо признать неправильным взгляд, согласно которому уголовный процесс начинается после вынесения постановления о возбуждении уголовного дела и в силу этого акта. При таком подходе к вопросу все то, что делается при возбуждении дела, в том числе принятие соответствующего постановления, выносится за процесс и развивается как нечто ему предшествующее».
С 1970 г. в юридической науке получила почти всеобщее признание позиция о том, что возбуждение уголовного дела — это самостоятельная, полноценная и обязательная стадия уголовного процесса. Опубликовано большое количество научных работ, в которых авторами приводятся доводы, что возбуждению уголовного дела присущи все те признаки, которыми характеризуется процессуальная стадия, и нет причин не считать её отдельной, самостоятельной стадией уголовного процесса.

### Уголовно-процессуальный кодекс 2001 г.
Значительным шагом в развитии белорусского уголовно-процессуального закона стало принятие в 1999 г. ныне действующего УПК. Несмотря на то, что он воспринял многие принципы и основные положения УПК 1960 г., с его принятием реализованы предложения ряда ученых и практиков, направленные на совершенствование уголовного процесса, а также отдельные международные обязательства
В УПК значительно увеличены сроки проверки по заявлениям и сообщениям о преступлениях; предусмотрено задержание подозреваемых в совершении преступления до возбуждения уголовного дела; предусмотрено обжалование отказа в возбуждении уголовного дела в суде и определены сроки этого обжалования. Изменилось процессуальное положение и некоторых субъектов уголовного процесса.
Очевидно, что за период с 1960 г. по настоящее время, стадия возбуждения уголовного дела получила серьёзное правовое закрепление и развитие. Если в УПК 1960 г. стадии возбуждения уголовного дела была посвящена только одна 9 глава, содержащая в себе 10 статей, то в действующем УПК, возбуждение уголовного дела регламентировано двумя главами: главой 19 «Поводы и основания к возбуждению уголовного дела» и главой 20 «Порядок возбуждения уголовного дела», состоящими из 14 статей.
Таким образом, стадия возбуждения уголовного дела — это стадия уголовного процесса, которая прошла достаточно длительную эволюцию от её отвержения к признанию и правовому закреплению самостоятельности. Однако до сих пор остаются нерешенными многие теоретические проблемы её правовой природы. Стремительно меняющиеся с каждым годом тенденции преступности требуют принятия незамедлительных адекватных мер. В этой связи происходит переосмысление значения многих устоявшихся институтов как всего уголовного процесса, так и стадии возбуждения уголовного дела.

## Отказ в возбуждении уголовного дела
Отказ в возбуждении уголовного дела — это одно из возможных итоговых решений стадии возбуждения дела, которым завершается уголовный процесс в целом. В связи с этим отказ в возбуждении дела относится к числу основных уголовно-процессуальных решений. Основания отказа в возбуждении уголовного дела регламентируются статьёй 24 УПК РФ.
Отнесение отказа в возбуждении дела к основным процессуальным решениям приводит к выводу о том, что его основаниями должны быть уголовно-процессуальные доказательства. С их помощью необходимо достоверно установить одно из обстоятельств, исключающих производство по уголовному делу (ст. 29 УПК). При этом следует иметь в виду, что сам по себе недостаток данных о наличии в деянии признаков преступления не может сразу же повлечь отказ в возбуждении дела. Дефицит информации о признаках преступления не освобождает органы уголовного преследования от принятия мер по установлению события преступления и изобличению виновных. Если по истечении срока предварительной проверки сообщения о преступлении все же осталось неясным, было ли совершено преступление, то уголовное дело должно быть возбуждено для расследования предполагаемого события. Другими словами, основания для возбуждения дела имеют вероятностный характер, а основания для отказа в возбуждении — достоверный.
Уголовно-процессуальный закон предусматривает следующие основания для отказа в возбуждении уголовного дела.
Во-первых, если отсутствует общественно опасное деяние, предусмотренное уголовным законом (п. 1 ч. 1 ст. 29 УПК).
Во-вторых, в случае отсутствия в деянии состава преступления (п. 2 ч. 1 ст. 29 УПК).
Основание для отказа в возбуждении дела имеет место тогда, когда проверяемое событие (деяние) было, однако оно не является преступным. Поэтому в постановлении каждый раз необходимо указывать, состав какого именно преступления отсутствует, со ссылкой на соответствующий пункт, часть, статью УК.
В возбуждении уголовного дела по второму основанию необходимо отказать, если:
1. в реально содеянном деянии отсутствуют все или некоторые признаки какого-либо конкретного состава преступления, предусмотренного УК;
2. деяние имело правомерный характер ввиду наличия обстоятельств, исключающих преступность деяния (необходимая оборона, причинение вреда при задержании лица, совершившего преступление, крайняя необходимость и другие действия);
3. лицо к моменту совершения деяния не достигло возраста, с которого наступает уголовная ответственность, или вследствие отставания в психическом развитии не могло в полной мере сознавать характер своих действий или руководить ими. Указанные обстоятельства предполагают доказанность участия данного лица в совершении преступления и потому не влекут его реабилитации.

Процессуальный закон устанавливает, что отказ в возбуждении дела в связи отсутствием состава преступления допускается лишь в отношении конкретного лица. Другими словами, требуется установить личность человека, совершившего деяние. По-видимому, законодатель полагал, что это обеспечивает права пострадавшего (которому в этом случае легче обратиться в суд для возмещения известным ему ответчиком ущерба в порядке гражданского судопроизводства).
Третьим основанием, влекущим отказ в возбуждении уголовного дела, является истечение сроков давности (п. 3 ч. 1 ст. 29 УПК). Течение сроков давности приостанавливается лишь в случае, если виновный уклоняется от следствия, и возобновляется с момента его задержания либо явки с повинной. Совершение нового преступления не прерывает течения срока давности, так как сроки давности по каждому преступлению исчисляются самостоятельно. Не допускается отказ в возбуждении дела по данному основанию по преступлениям, за которые установлено наказание в виде смертной казни или пожизненного лишения свободы, так как в этих случаях вопрос о применении сроков давности решается только судом, то есть после возбуждения дела и проведения предварительного следствия. Данное основание для отказа в возбуждении дела является нереабилитирующим и предполагает доказанность всех признаков состава преступления. По этой причине оно применяется только при отсутствии возражений со стороны потенциального обвиняемого.
Четвёртым основанием для принятия решения об отказе в возбуждении уголовного дела является акт амнистии, если он устраняет применение наказания за совершенное общественно опасное деяние (п. 4 ч. 1 ст. 29 УПК).
Примирение лица, пострадавшего от преступления, с обвиняемым по делам частного обвинения, за исключением случаев, указанных в части 4-6 ст. 26 УПК, является пятым основанием для отказа в возбуждении уголовного дела (п. 5 ч. 1 ст. 29 УПК).
В качестве основания для отказа в возбуждении уголовного дела может быть отсутствие заявления лица, пострадавшего от преступления, если уголовное дело возбуждается и рассматривается не иначе как по его заявлению, кроме случаев, предусмотренных ч. 5 ст. 26 УПК (п. 6 ч. 1. ст. 29 УПК). Это основание распространяется на отказ в возбуждении дел частного и частно-публичного обвинения, в том числе и на дела, возбуждаемые по заявлению коммерческой или иной организации. По данным делам заявление о возбуждении дела является исключительным поводом, необходимой предпосылкой процесса. Отказ в возбуждении дела в связи с отсутствием заявления пострадавшего применяется только при условии, что он способен самостоятельно воспользоваться принадлежащими ему правами.
В отношении умершего, за исключением случаев, когда производство по уголовному делу необходимо для его реабилитации, уголовное дело также не может быть возбуждено, а если возбуждено, то подлежит прекращению (п. 7 ч. 1 ст. 29 УПК). При наличии данных о существовании реабилитирующих лицо обстоятельств производство по делу продолжается в общем порядке и может завершиться прекращением дела по этим обстоятельствам, в том числе и тогда, когда виновность лица, несмотря на все принятые меры, осталась недоказанной.
Отказ в возбуждении уголовного дела может быть принят: 1) в отношении лица, о котором имеются вступивший в законную силу приговор по тому же обвинению либо определение (постановление) суда о прекращении производства по уголовному делу по тому же основанию (п. 8 ч. 1 ст. 29 УПК); 2) в отношении лица, о котором имеются неотмененное постановление органа дознания, следователя, прокурора о прекращении производства по уголовному делу по тому же обвинению или постановление об отказе в возбуждении уголовного дела (п. 9 ч. 1 ст. 29 УПК).
В случае вступления в законную силу закона, устраняющего наказуемость деяния, уголовное дело не может быть возбуждено (п. 10 ч. 1 ст. 29 УПК).
При наличии основания для отказа в возбуждении дела выносится мотивированное постановление. Мотивированность предполагает указание в тексте постановления анализа его оснований (доказательств, устанавливающих одно из обстоятельств, предусмотренных ст. 29 УПК).
Из анализа практики следует, что при разрешении заявлений и сообщений о преступлениях допускаются нарушения уголовно-процессуального закона, связанные с необоснованным отказом в возбуждении уголовных дел. Так, в 2006 году прокурорами отменено 5193 постановления об отказе в возбуждении уголовных дел, по 99 отказным материалам возбуждены уголовные дела.
Если поводом к возбуждению уголовного дела был рапорт об обнаружении признаков преступления в сообщении средств массовой информации, то при отказе в возбуждении дела оно обязано опубликовать (распространить) информацию о принятом решении.
УПК устанавливает, что в течение 24 часов с момента вынесения постановления об отказе в возбуждении дела его копия должна быть направлена заявителю и прокурору, при этом заявителю должны быть разъяснены права и порядок обжалования данного постановления. Отказ в возбуждении уголовного дела может быть обжалован прокурору, а отказ прокурора в удовлетворении жалобы может быть обжалован вышестоящему прокурору.
Если из поступившего заявления или сообщения усматриваются нарушения политических, трудовых, жилищных, семейных и иных прав граждан, а также нарушения законных интересов предприятий, учреждений, организаций, объединений, защищаемых в порядке гражданского судопроизводства, то одновременно с отказом в возбуждении уголовного дела заинтересованным лицам должны быть разъяснены право и порядок обращения в суд для восстановления нарушенных прав и интересов в порядке гражданского судопроизводства.
Суд, рассматривая жалобу на отказ в возбуждении дела, может её удовлетворить, но он не вправе сам возбуждать уголовное дело публичного обвинения. Поэтому, удовлетворяя жалобу, суд обязывает органы уголовного преследования устранить допущенное нарушение. Последние вправе возбудить уголовное дело, изменить основания для отказа в возбуждении дела или, по указанию прокурора, провести дополнительную проверку сообщения о преступлении.